# Uda (miasto)
Uda (jap. 宇陀市 Uda-shi) – miasto w Japonii, na wyspie Honsiu, w prefekturze Nara.

## Położenie
Miasto leży we wschodniej części prefektury na płaskowyżu Yamato otoczone zewsząd górami, graniczy z miastami:
- Narą
- Sakurai
- Nabari (prefektura Mie)

oraz miasteczkami Soni, Yamazoe, Yoshino, Higashi-Yoshino.

## Historia
Uda jako miasto powstało 1 stycznia 2006 roku.